# Marcello Bergamo
Marcello Bergamo (Ponte di Piave, 16 dicembre 1946) è un ex ciclista su strada italiano vincitore di una Milano-Torino.
Professionista dal 1969 al 1978, conta la vittoria di una Milano-Torino e due tappe al Tour de Romandie.

## Carriera
Bergamo ottenne diversi successi, tra cui Gran Premio Industria e Commercio di Prato e Milano-Torino; si impose anche in una breve corsa a tappe, la Vuelta a Levante (ora Volta Comunidad Valenciana), aiutato da un giovanissimo Francesco Moser. Nel campionato italiano dove fu due volte secondo, in entrambe le occasioni battuto da Enrico Paolini.
Dopo il ritiro ha aperto un maglificio, dedicandosi soprattutto all'abbigliamento sportivo.

## Palmarès
- 1970 (Filotex, due vittorie)

Gran Premio Industria e Commercio di Prato
1ª tappa Tirreno-Adriatico (Casalpalocco > Fiuggi)
- 1971 (Filotex, una vittoria)

3ª tappa Tour de Romandie (Porrentruy > Friburgo)
- 1973 (Filotex, due vittorie)

Milano-Torino
4ª tappa, 1ª semitappa Tour de Romandie (Sainte-Croix > Friburgo)
- 1974 (Filotex, quattro vittorie)

Giro di Campania
5ª tappa Vuelta a Levante
Classifica generale Vuelta a Levante
1ª tappa Giro di Puglia (Monteroni di Lecce > Ostuni)

## Piazzamenti

### Grandi Giri
- Giro d'Italia

1969: 23º
1970: 27
1971: ritirato (3ª tappa)
1972: 13º
1973: ritirato (11ª tappa)
1974: ritirato (18ª tappa)
1975: 20º
1976: ritirato (20ª tappa)
1977: 87º
- Tour de France

1976: 38º

### Classiche monumento
- Milano-Sanremo

1969: 72º
1970: 53º
1971: 22º
1973: 15º
1977: 24º
- Giro di Lombardia

1970: 12º
1973: 4º

### Competizioni mondiali
- Campionati del mondo

Barcellona 1973 - In linea: 19º